# Apo-
In der chemischen Nomenklatur wird die Vorsilbe (Präfix) Apo- mit der Bedeutung „von … her“, „seit“, aber auch „weg-“, „ent-“, „ohne“, „frei von“ (vgl. Apochromat) (siehe in der Liste griechischer Präfixe) benutzt. In der Bedeutung des Fehlenden sind z. B. Apoterpene solche Terpene, bei denen eine Methylgruppe fehlt.  Bei den Carotinoiden zeigt apo- entweder das Fehlen einer Methylgruppe oder die Aboxidation einer kompletten Isoprengruppe an. Apomorphin hingegen ist ein Umlagerungsprodukt von Morphin.
Ein coenzymabhängiges Enzym heißt ohne diesen Cofaktor Apoenzym.